# 전차 경주

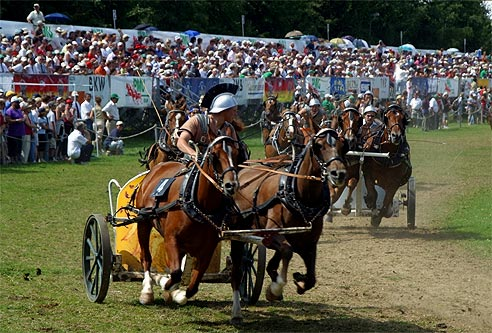
전차 경주의 재현 (2004년)

전차 경주(戰車競走)는 고대 그리스와 로마 제국에서 인기있던 스포츠 중 하나이며, 고대의 무기인 전차를 사용해 서로 경주를 하는 스포츠이다.

## 같이 보기
- 고대 올림픽
- 전차 (고대 무기)
- 키르쿠스